# TV조선 뉴스퍼레이드
《TV조선 뉴스퍼레이드》는 TV조선에서 평일 오전 7시 30분에 방송 중인 아침 종합 뉴스 프로그램이다.

## 앵커
- 황병준 편집 2부 기자
- 류주현 국제부 기자 보도본부

## 역대 앵커
- 유정현
- 최원희
- 지승현
- 강동원
- 류주현
- 이상목
- 황병준

## 임시 앵커
- 김자민 (2023년 12월 25일 ~ 2023년 12월 29일)[1]
- 이채림 (2025년 1월 27일 ~ 2025년 1월 31일)[2]
- 임유진 (2025년 7월 22일 ~ 2025년 7월 25일)[3]

## 기상 캐스터
- 박선민

## 경쟁 프로그램
- KBS 뉴스광장 (KBS 1TV)
- KBS 아침뉴스타임 (KBS 2TV)
- MBC 뉴스투데이 (MBC TV)
- 모닝와이드 1, 2부 (SBS TV)
- 아침& (JTBC)
- 굿모닝 MBN (MBN)
- YTN 뉴스퀘어 4AM (YTN)
- YTN 뉴스START (YTN)
- 뉴스오늘 (연합뉴스TV)
- 출발 600 (연합뉴스TV)